# M16 (Mine)
Die Antipersonenmine M16 ist eine Springmine aus US-amerikanischer Produktion. Sie besteht aus einem zylindrischen Metallkörper und erinnert ohne Zünder an eine große Konservendose. Sie wird von Infanteristen manuell gelegt und ist die primäre Antipersonenmine der US-Streitkräfte.

## Geschichte
Die Mine wurde in den 1950er Jahren entwickelt und basiert auf einer deutschen S-Mine aus dem Zweiten Weltkrieg. Sie wurde kontinuierlich weiterentwickelt und die aktuelle Version ist die M16A2.

## Zünder
In die Oberseite der Mine wird der M605 Zünder eingeschraubt, welcher auf Zug oder Druck reagiert. Der Zünder hat drei hochstehende Antennen, welche je nach Einstellung bei einer Kraft von 35–90 Newton die Mine zünden. Der Zünder kann auch mit Stolperdrähten verbunden werden. Hier reichen je nach Einstellung 15–45 N Zug an einem der Stolperdrähte aus, um die Mine zu zünden.

## Wirkung
Wird der Zünder ausgelöst, trennt sich der äußere Behälter (verbleibt im Boden) von dem Splittermantel mit der Wirkladung. Dieser springt durch Zündung einer kleinen Ausstoßladung ca. 0,8 Meter in die Höhe und detoniert nach Zündung der Hauptladung unter Splitterbildung.
Der im Boden verbleibende äußere Behälter ist durch ein dünnes, ca. 80 cm langes Drahtseil mit dem Wirkungsteil verbunden. Wenn sich das Drahtseil spannt wird ein innen liegender Schlagzünder gespannt, welcher an einem definierten Punkt Sperrkugeln freigibt, welche den dann vorgespannten Schlagbolzen freigeben. Dieser Schlagbolzen zündet dann die Wirkladung. Die Splitter verteilen sich ringförmig und gelten im Umkreis von etwa 30 Metern als tödlich. Das Hochspringen in die Luft macht die Mine in zweifacher Hinsicht tödlicher. Die Splitter haben eine größere Reichweite als bei einer Zündung am Boden, und die sich ringförmig ausdehnende Splitterwolke trifft das Opfer nicht primär an den Füßen oder Beinen, wie bei einer konventionellen AP-Mine, sondern am Körper, dessen Verletzung schlimmere Folgen im Bereich des Bauches, Oberkörpers und Kopfes nach sich zieht.

## Humanitäre Gesichtspunkte
Wie alle Minen ist auch die M16 für Zivilisten und Tiere grundsätzlich genauso gefährlich wie für Soldaten. Die M16 ist zwar leicht mit einem Metalldetektor zu orten und kann, die nötige Vorsicht vorausgesetzt, auch mit bloßem Auge entdeckt werden, doch fehlt Menschen in den Einsatzgebieten der M16 das Wissen beziehungsweise die Aufklärung, eine solche zu finden; sie rechnen auch nicht mit der Anwesenheit von Minen. Die Mine ist mit einer Sprengfalle gegen Aufheben geschützt. Die M16 hat keine Selbstzerstörungsautomatik für eine vorgegebene Zeit und überdauert in gemäßigten Klimazonen mit Lehmboden acht Jahre mit nur 30 % erwarteter Ausfallquote und in heißer, trockener Umgebung sogar wesentlich länger.

## Versionen
Die Minen M16, M16A1 und M16A2 unterscheiden sich primär nur durch die Konstruktion der Sprengladung und der Springladung. In der M16A2 wurde ihre Reichweite gegenüber den vorigen Modellen spürbar erhöht.

## Verwendung
Die M16 ist dazu gedacht, Hindernisse für einen anrückenden Feind zu errichten oder ihm den Zugang zu einem Gebiet zu erschweren. Auch dienen sie der Sicherung von Antipanzerminen gegen Minenräumtrupps und der moralischen Zersetzung des Gegners.